# Syre
Syre (stilizálva: SYRE és SYRE: A Beautiful Confusion) Jaden Smith amerikai rapper debütáló stúdióalbuma, amely 2017. november 17-én jelent meg az MSFTSMusic, a Roc Nation, az Interscope Records és a Republic Records kiadókon keresztül. Az album 24. helyen debütált a Billboard 200-on. Közreműködött rajta ASAP Rocky, Raury, Kevin Abstract, Pia Mia és Jaden húga, Willow Smith.

## Háttér
Az albumot a Fallen videóklipjének megjelenése után említették először, 2016 decemberében. Az album címe utalás Jaden teljes nevére, Jaden Christopher Syre Smith. Egy interjúban a következőt mondta az albumról Jaden:
A Syre csak így beugrott egy nap. Nem tudtam mi legyen az album címe, de egy nap csak így beugrott. Nem tudom mi történt. Olyan volt mint egy kapcsoló—egyik pillanatról a másikra a teljes életem megváltozott. Rájöttem, hogy a Syre volt a válasz, amivel tovább kellett haladnom. [...] Itt az idő egy új ébredésre, egy új öntudatra. Bárki aki úgy gondolja, hogy ismer, ez az album teljesen más attól, mint amire gondolnak.

## Kislemezek
| Cím      | Megjelenés         | Slágerlisták | Slágerlisták | Slágerlisták | Slágerlisták | Minősítések                 |
| Cím      | Megjelenés         | US Bub.      | US R&B       | CAN          | NZ           | Minősítések                 |
| -------- | ------------------ | ------------ | ------------ | ------------ | ------------ | --------------------------- |
| Fallen   | 2016. december 5.  | —            | —            | —            | —            |                             |
| Batman   | 2017. július 14.   | —            | —            | —            | —            |                             |
| Watch Me | 2017. július 14.   | —            | —            | —            | —            |                             |
| Falcon   | 2017. november 16. | —            | —            | —            | —            |                             |
| Icon     | 2017. november 17. | 3            | 46           | 75           | —            | - RIAA: Platina - MC: Arany |

## Fogadtatás
A Syre összességében viszonylag pozitív reakciót váltott ki a zenekritikusokból, a Metacritic 69/100-as kritikát adott neki. Az Exclaim! szerint "műfaj-fluid és tömör [...] A SYRE alakot vált, két külön albumot mutat be, egy zenei játszótér, játékról játékra ugrál, feszítve zenei izmait." Kyle Eustice (HipHopDX) méltatta az album kreativitását, a produceri munkát és dicsérte Jaden stilisztikai fejlődését korábbi zenéjéhez képest. Kevin Lozano (Pitchfork) kritizálta a rappelést és a szövegeket, azt írva, hogy "kaotikus alapokkal és eléggé kínos dalszövegekkel, Jaden Smith debütáló albuma egy szofisztikált, paranoid fantázia, ami keveri a újkori gondolkodást egy apokaliptikus retorikával."

## Számlista
| 1.    | B                                       | Jaden Smith Peder Losnegård                        | 3:06 |
| 2.    | L                                       | Smith Losnegård                                    | 2:23 |
| 3.    | U                                       | Smith Losnegård                                    | 4:45 |
| 4.    | E                                       | Smith Losnegård                                    | 3:23 |
| 5.    | Breakfast (ASAP Rocky közreműködésével) | Smith Melvin Lewis Omarr Rambert Rakim Mayers      | 3:04 |
| 6.    | Hope                                    | Smith Losnegård                                    | 6:00 |
| 7.    | Falcon (Raury közreműködésével)         | Smith Tim Suby Raury Tullis                        | 3:43 |
| 8.    | Ninety                                  | Smith Losnegård                                    | 7:48 |
| 9.    | Lost Boy                                | Smith Mateo Arias Rambert Josiah Bell              | 9:29 |
| 10.   | Batman                                  | Smith Rambert Tramaine Winfrey Daniel Jose Fabrega | 3:04 |
| 11.   | Icon                                    | Smith Lewis Rambert                                | 3:40 |
| 12.   | Watch Me                                | Smith Rambert Winfrey                              | 2:34 |
| 13.   | Fallen                                  | Smith T. Thompson                                  | 4:22 |
| 14.   | The Passion                             | Smith Rambert Taiwo Hassan Kehinde Hassan          | 4:29 |
| 15.   | George Jeff                             | Smith Rambert Winfrey                              | 2:17 |
| 16.   | Rapper                                  | Smith Kevin Jacoutot                               | 2:20 |
| 17.   | Syre                                    | Smith                                              | 3:54 |
| 70:21 |                                         |                                                    |      |

További vokálok
- B: Willow Smith és Pia Mia.[12]
- Fallen: Kevin Abstract (Brockhampton).

Feldolgozott dalok
- U: Falling Down, szerezte és előadta: Lido.
- E, Falcon és Syre: Inside My House; Some Place I Keep Dreaming About, szerezte és előadta: Ricky Eat Acid.
- Icon: The Hi De Ho Man, előadta: Cab Calloway.
- Watch Me: Black Skinhead, szerezte: Kanye West, Guy-Manuel de Homem-Christo, Thomas Bangalter, Cydel Young, Malik Jones, Elon Rutberg, Wasalu Jaco, Sakiya Sandifer, Mike Dean, Derrick Watkins, előadta: Kanye West.

## Slágerlisták
| Slágerlista (2017)                    | Legmagasabb pozíció |
| ------------------------------------- | ------------------- |
| Belga Albumok (Ultratop Flanders)     | 80                  |
| Kanadai Albumok (Billboard)           | 32                  |
| Holland Albumok (Album Top 100)       | 63                  |
| Francia Albumok (SNEP)                | 142                 |
| Új-Zéland-i Albumok (RMNZ)            | 33                  |
| UK Albums (OCC)                       | 85                  |
| US Billboard 200                      | 24                  |
| US Top R&B/Hip-Hop Albums (Billboard) | 10                  |